# Doodsvijanden
Doodsvijanden is een spionageroman van de Welshe auteur Craig Thomas.

## Het verhaal
De Britse geheime dienst verdenkt de Reid Group ervan geheim high-tech materiaal illegaal aan de Sovjet-Unie te hebben geleverd. De topman David Reid, tevens staatssecretaris voor Handel en Industrie, heeft goede contacten in het Oostblok. In de Verenigde Staten ontdekt de FBI dat de KGB is geïnfiltreerd in Shapiro Electric, een onderneming die nauwe banden onderhoudt met de Britse Reid Group. Dan pleegt Shapiro in Londen zelfmoord. Of was het moord?
Sir Kenneth Aubrey geeft Patrick Hyde en Tony Goodwin de opdracht de zaak te onderzoeken. Het onderzoek wordt echter door hun superieuren tegengewerkt. Ze worden zelfs op non-actief gesteld.
In Namibië stuit Richard Anderson op een vliegtuigwrak van een oude Dakota, dat is geladen met high-tech elektronica van Britse makelij. De bemanning draagt echter geen enkele identificatie. In een gevonden portefeuille treft hij een legitimatiekaart van de KGB aan. Hij ontdekt dat zijn aartsvijand Robin Blantyre, een voormalige Rhodesische Selous Scout en aanvoerder van het Zuid-Afrikaanse Reconnaissance Commando en tegenwoordig in dienst van het Zuid-Afrikaanse concern Malan-Labuschagne, erbij betrokken is en op weg is naar het wrak om de kostbare elektronica te bergen.
Aubreys team raakt verwikkeld in een duister complot van hoogverraad, moordaanslagen en martelingen. Dan ontdekt het team een geheim transport van zenuwgas van Zuid-Afrika naar Namibië.